# Dissanthelium californicum
Dissanthelium californicum är en gräsart som först beskrevs av Thomas Nuttall, och fick sitt nu gällande namn av George Bentham. Dissanthelium californicum ingår i släktet Dissanthelium och familjen gräs. Inga underarter finns listade i Catalogue of Life.

## Bildgalleri

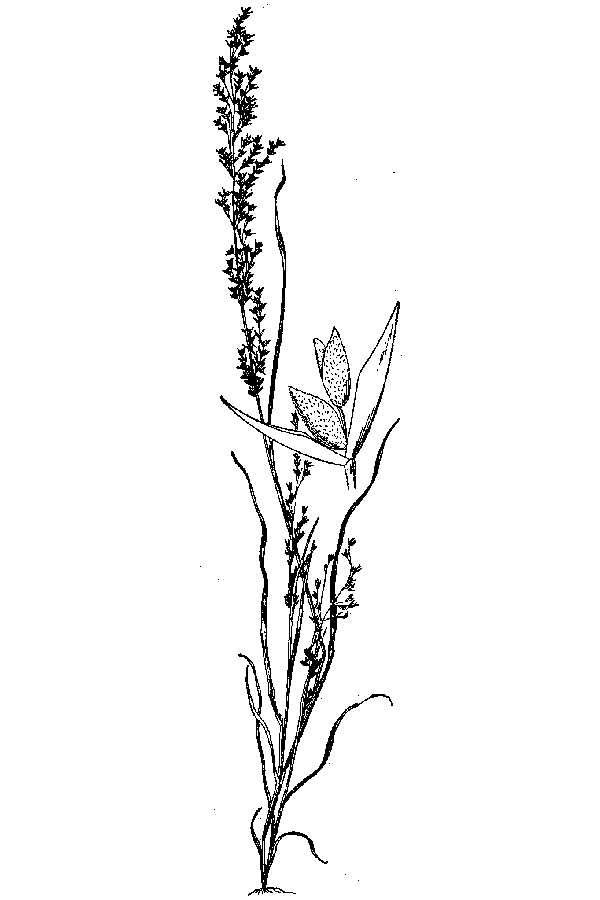